# Aleksander II (król Szkocji)

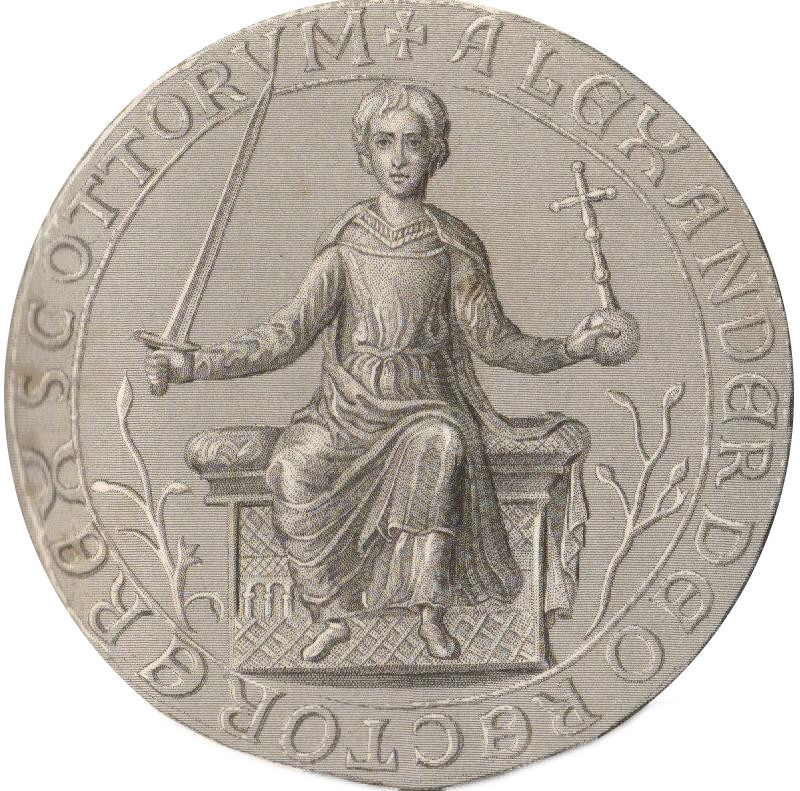
Moneta z wizerunkiem Aleksandra II

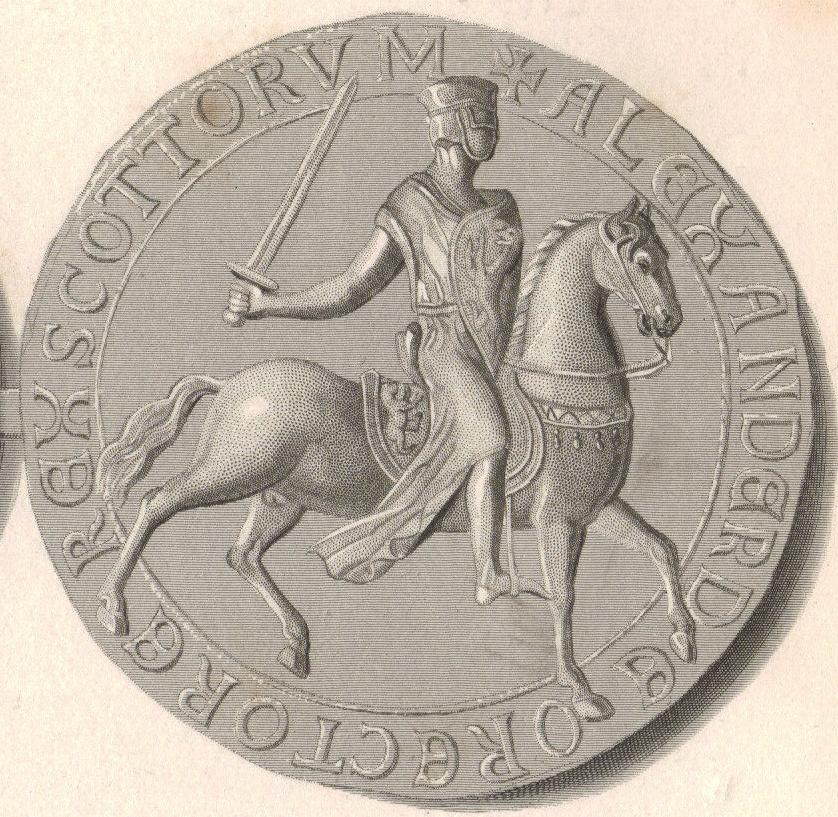
Moneta z wizerunkiem Aleksandra II na koniu

Aleksander II (ur. 24 sierpnia 1198, zm. 6 lipca 1249) – król Szkocji, syn Wilhema I Lwa i Ermengardy z Beaumont. 4 grudnia 1214 w wieku 16 lat, po śmierci swego ojca, został wybrany na króla Szkocji.
W rok po objęciu tronu przez Aleksandra II w prowincji Moray wybuchła rebelia wszczęta przez klany MacWilliam i MacHeth. Udało się ją jednak szybko zdławić, dzięki sprawnym działaniom przeprowadzonym przez Farquhara Mac Taggarta. W tym samym roku Aleksander wyruszył ze swą armią do Anglii by wesprzeć baronów angielskich będących w konflikcie z królem Janem bez Ziemi. Celem tych działań była chęć odzyskania utraconych za czasów Malcolma IV trzech północnoangielskich hrabstw. Wkrótce jednak Jan bez Ziemi zmarł, a władzę po nim objął małoletni Henryk III. W związku z tym Aleksander zdecydował się zawrzeć pokój z Anglią, a w 1221 poślubił Joannę Plantagenet, starszą siostrę Henryka III. Dalsze stosunki z Anglią układały się różnie, jednak ostatecznie w 1237 zawarto w Yorku traktat pokojowy, precyzujący linię graniczną. W 1243 wroga akcja zbrojna Henryka III zachwiała pokój pomiędzy oboma państwami, ale rychła odpowiedź Aleksandra i niechęć baronów angielskich do wojny zapobiegły rozwojowi konfliktu.
W marcu 1238 w hrabstwie Essex zmarła bezdzietnie Joanna i następnego roku Aleksander ożenił się ponownie. Jego wybranką była Francuzka – Maria de Coucy z Pikardii. Ślub miał miejsce 15 maja 1239, a ze związku tego narodził się w 1241 jeden syn, przyszły król Szkocji – Aleksander III.
Po okresie zmagań z Anglią Aleksander skupił swoją uwagę na sprawie odzyskania Hebrydów, pozostających w zależności od Norwegii. Po nieudanych negocjacjach z Haakonem IV rozpoczął przygotowania do wojny. Chcąc przystąpić do konfrontacji z Haakonem IV, Aleksander chciał jednak najpierw podporządkować sobie Ewena, lorda Argyll, który pozostawał w sojuszu z królem Norwegii. W drodze do Argyll Aleksander zachorował na gorączkę i zmarł w 1249 roku na wyspie Kerrera w archipelagu Hebrydów. Jego szczątki zostały pochowane w cysterskim opactwie Melrose.
Okres panowania Aleksandra II można uznać za pomyślny dla Królestwa Szkocji. Kraj rozwijał się, a władca prowadził aktywną politykę zagraniczną. Aleksander założył również dwa opactwa: w Balmerino i w Pluscarden.